# Kävlinge
Kävlinge este un oraș în Suedia.

## Demografie
| \| Evoluția demografică a zonei urbane Kävlinge, 1970–2015 \| Evoluția demografică a zonei urbane Kävlinge, 1970–2015 \| Evoluția demografică a zonei urbane Kävlinge, 1970–2015 \| Evoluția demografică a zonei urbane Kävlinge, 1970–2015 \| Evoluția demografică a zonei urbane Kävlinge, 1970–2015 \| \| --------------------------------------------------------------------------------------- \| ------------------------------------------------------- \| ------------------------------------------------------- \| ------------------------------------------------------- \| ------------------------------------------------------- \| \| An \| \| \| Locuitori \| \| \| 1970 \| 1970 \| \| 4.975 \| 4.975 \| \| 1975 \| 1975 \| \| 5.804 \| 5.804 \| \| 1980 \| 1980 \| \| 5.670 \| 5.670 \| \| 1990 \| 1990 \| \| 7.265 \| 7.265 \| \| 1995 \| 1995 \| \| 7.776 \| 7.776 \| \| 2000 \| 2000 \| \| 8.006 \| 8.006 \| \| 2005 \| 2005 \| \| 8.550 \| 8.550 \| \| 2010 \| 2010 \| \| 9.049 \| 9.049 \| \| 2015 \| 2015 \| \| 9.320 \| 9.320 \| \| Sursa: SCB - Statistika Centralbyrån, Folkmängden per tätort. Vart femte år 1960 - 2016 \| \| \| \| \| |      |  |           |       |
| Evoluția demografică a zonei urbane Kävlinge, 1970–2015 |      |  |           |       |
| An |      |  | Locuitori |       |
| 1970 | 1970 |  | 4.975     | 4.975 |
| 1975 | 1975 |  | 5.804     | 5.804 |
| 1980 | 1980 |  | 5.670     | 5.670 |
| 1990 | 1990 |  | 7.265     | 7.265 |
| 1995 | 1995 |  | 7.776     | 7.776 |
| 2000 | 2000 |  | 8.006     | 8.006 |
| 2005 | 2005 |  | 8.550     | 8.550 |
| 2010 | 2010 |  | 9.049     | 9.049 |
| 2015 | 2015 |  | 9.320     | 9.320 |
| Sursa: SCB - Statistika Centralbyrån, Folkmängden per tätort. Vart femte år 1960 - 2016 |      |  |           |       |